# Station Dortmund-Westerfilde
Station Dortmund-Westerfilde (Duits: Bahnhof Dortmund-Westerfilde) is een S-Bahnstation in het stadsdeel Westerfilde van de Duitse stad Dortmund. Het station ligt aan de spoorlijn Dortmund-Mengede - Dortmund-Dorstfeld.
Onder de naam Westerfilde is het ook een station van de Stadtbahn.

## Treinverbindingen
| Serie | Treinsoort            | Route | Bijzonderheden |
| ----- | --------------------- | --- | -------------- |
| S 2   | S-Bahn (DB Regio NRW) | Duisburg Hbf – Oberhausen Hbf – Essen-Altenessen – (Essen Hbf – / ) Gelsenkirchen Hbf – Wanne-Eickel Hbf – (Recklinghausen Hbf – / ) Herne – Castrop-Rauxel Hbf – Dortmund-Westerfilde – Dortmund Hbf |                |

## Stadtbahn-lijnen

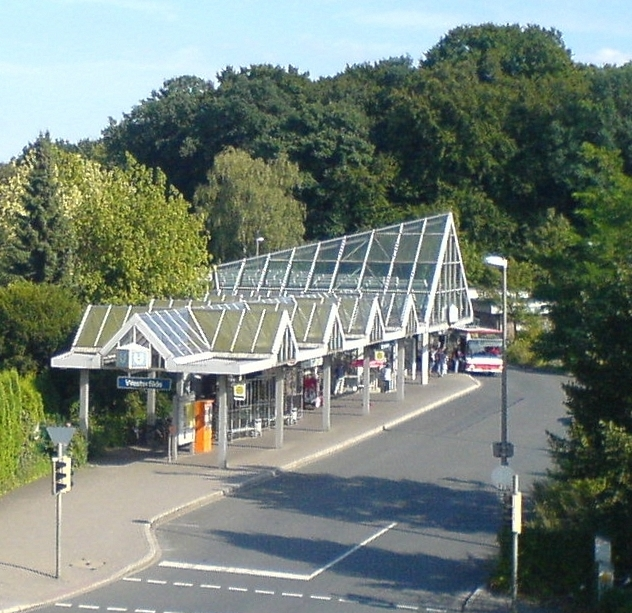
Station Westerfilde van de Stadtbahn van Dortmund

| Lijn | Route | Stations (ondergrondse stations) |
| ---- | --- | -------------------------------- |
| U47  | DO-Westerfilde – Huckarde – Hafen – Dortmund Hbf – Stadtgarten – Stadthaus – Märkische Str. – Westfalendamm – Aplerbeck | 27 (8)                           |

Dortmund Hbf ·
Dortmund-Dorstfeld ·
Dortmund-Wischlingen ·
Dortmund-Huckarde ·
Dortmund-Westerfilde ·
Dortmund-Nette/Östrich ·
Dortmund-Mengede ·
Castrop-Rauxel Hbf ·
Herne
(>> Recklinghausen Süd ·
Recklinghausen Hbf) ·
Wanne-Eickel Hbf ·
Gelsenkirchen Hbf ·
(>> Gelsenkirchen-Rotthausen ·
Essen-Kray Nord ·
Essen Hbf) ·
Essen-Zollverein Nord ·
Essen-Altenessen ·
Essen-Bergeborbeck ·
Essen-Dellwig ·
Oberhausen Hbf · 
Duisburg Hbf